# آیرین دان
 آیرین دان (انگلیسی: Irene Dunne؛ ۲۰ دسامبر ۱۸۹۸ – ۴ سپتامبر ۱۹۹۰) هنرپیشه اهل ایالات متحده آمریکا بود. 
از فیلم‌هایی که وی در آن نقش داشته است، می‌توان به قایق نمایش، سرناد پنی، به یاد می‌آورم مادر، رابطه عاشقانه و دلفریب اشاره کرد.